# Universidad de Qarawiyyin
La Universidad de Qarawiyyin o Al-Karaouine (en árabe جامعة القرويين) es una universidad islámica y mezquita ubicada en la ciudad de Fez, Marruecos. Esta institución fue fundada como madrasa de Qarawiyyin en el año 859, durante el reinado de la dinastía idrisí, por dos mujeres tunecinas, una de ellas Fátima al-Fihri, originarias de la ciudad de Cairuán (en árabe Qairawan), que era por entonces la capital de Túnez. Las bellas residencias de los estudiantes todavía se hallan alrededor de la universidad y fueron restauradas por el Gobierno de Marruecos.
Se incorporó al moderno sistema universitario estatal de Marruecos en 1963 y pasó a llamarse oficialmente "Universidad de Al Quaraouiyine" dos años más tarde.
Es la institución universitaria más antigua todavía en funcionamiento por la Unesco y el Libro Guinness de los récords.

## Historia

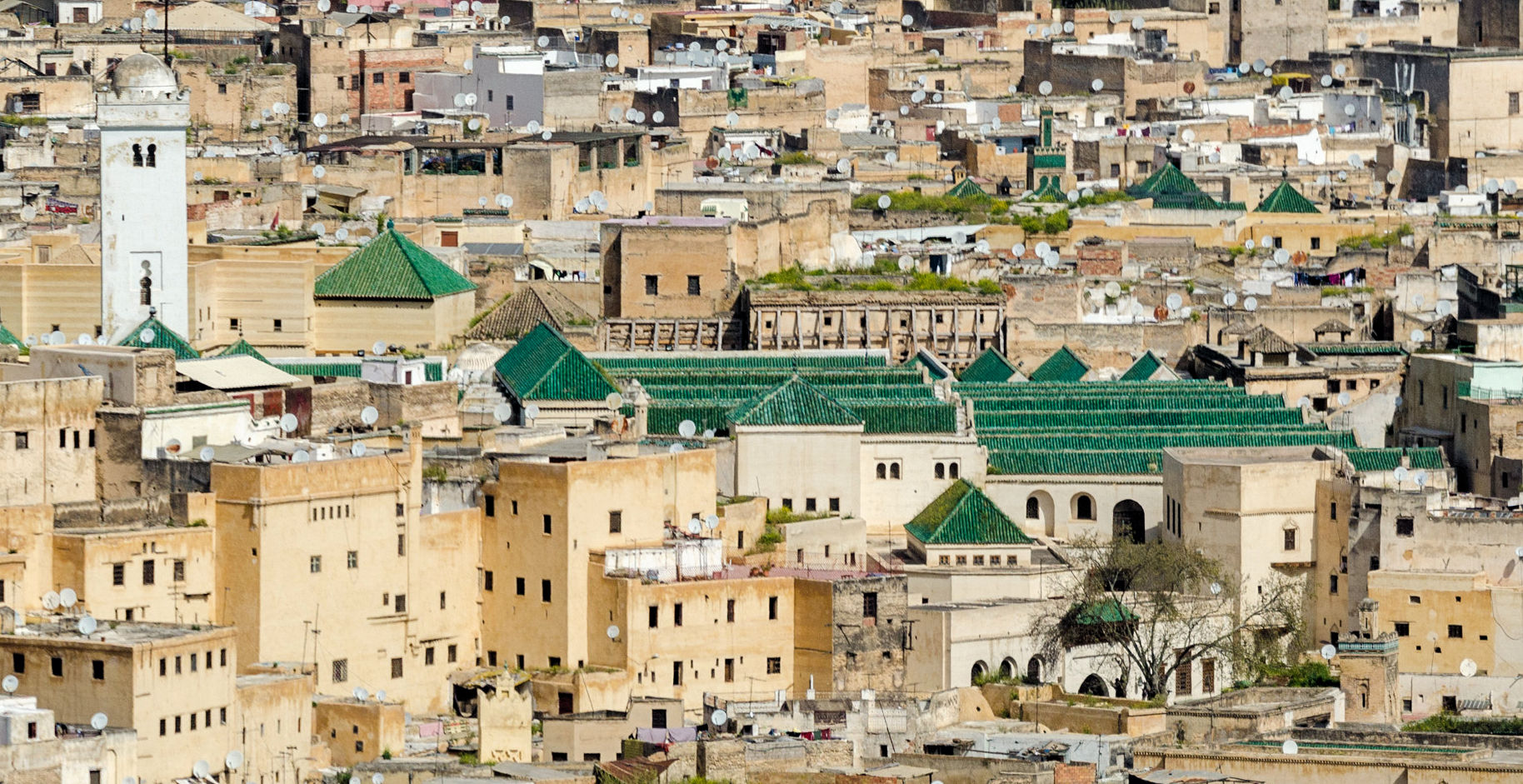
Vista de la mezquita Qarawiyyin en el horizonte del centro de Fez el-Bali: se ven los tejados de tejas verdes de la sala de oración y el alminar (torre blanca a la izquierda).

### Fundación de la mezquita
En el siglo IX, Fez era la capital de la dinastía idrisí, considerada como el primer estado islámico marroquí. Según una de las principales fuentes tempranas sobre este periodo, el Rawd al-Qirtas de Ibn Abi Zar, al-Qarawiyyin fue fundada como mezquita en 857 u 859 por Fátima al-Fihri, hija de un rico comerciante llamado Mohámmed al-Fihri.: 9 : 40  La familia al-Fihri había emigrado de Cairuán (de ahí el nombre de la mezquita), Túnez, a Fez a principios del siglo IX, uniéndose a una comunidad de otros emigrantes de Cairuán que se habían instalado en un barrio del oeste de la ciudad. Fátima y su hermana Mariam, ambas bien educadas, heredaron de su padre una gran cantidad de dinero. Fátima prometió gastar toda su herencia en la construcción de una mezquita adecuada para su comunidad.: 48–49  Asimismo, se dice que su hermana Mariam también fundó la mezquita de al-Andalusiyyin (La mezquita de los andalusíes) ese mismo año.
Esta narración de la fundación ha sido cuestionada por algunos historiadores modernos que ven la simetría de dos hermanas fundando las dos mezquitas más famosas de Fez como demasiado conveniente y probablemente originada por una leyenda.: 48–49 : 42  Los historiadores contemporáneos también consideran que Ibn Abi Zar es una fuente relativamente poco fiable. Uno de los mayores desafíos a esta historia es una inscripción fundacional que se redescubrió durante las renovaciones de la mezquita en el siglo XX, anteriormente oculta bajo capas de yeso durante siglos. Esta inscripción, tallada en paneles de madera de cedro y escrita en una letra cúfica muy similar a las inscripciones fundacionales del siglo IX en Túnez, se encontró en una pared sobre el probable lugar del mihrab original de la mezquita (antes de las posteriores ampliaciones del edificio). La inscripción, registrada y descifrada por Gastón Deverdun, proclama la fundación de "esta mezquita" (en árabe: "هذا المسجد") por Dawud ibn Idrís (un hijo de Idrís II que gobernaba esta región de Marruecos en aquella época) en Dhu ul-Qadah 263 AH (julio-agosto de 877 d. C.). Deverdun sugirió que la inscripción podría proceder de otra mezquita no identificada y que se trasladó aquí en un periodo posterior (probablemente en el siglo XV o XVI), cuando la veneración de los idrisíes resurgió en Fez, y tales reliquias habrían tenido suficiente significado religioso como para ser reutilizadas de este modo. Sin embargo, Chafik Benchekroun ha argumentado más recientemente que una explicación más probable es que esta inscripción sea la inscripción fundacional original de al-Qarawiyyin y que podría haber sido tapada en el siglo XII, justo antes de la llegada de los almohades a la ciudad. Basándose en estas pruebas y en las numerosas dudas sobre la narración de Ibn Abi Zar, sostiene que Fátima al-Fihri es muy posiblemente una figura legendaria más que histórica.

### Historia temprana
Algunos eruditos sugieren que es probable que en la mezquita de al-Qarawiyyin se impartieran algunas enseñanzas e instrucciones desde una época muy temprana: 453  o desde sus inicios.: 287 : 71  Las mezquitas más importantes del primer periodo islámico solían ser edificios multifuncionales en los que se impartía enseñanza y educación junto con otras actividades religiosas y cívicas. La mezquita de al-Andalusiyyin, en el distrito del otro lado del río, también pudo haber desempeñado un papel similar hasta, al menos, el periodo meriní, aunque nunca llegó a igualar el prestigio posterior de la Qarawiyyin.: 453  No está claro en qué momento al-Qarawiyyin comenzó a actuar más formalmente como institución educativa, en parte debido a las escasas fuentes históricas que se refieren a su periodo inicial. Los principales textos históricos más relevantes, como el Rawd al-Qirtas de Ibn Abi Zar y el Zahrat al-As de Abu ul-Hasan Ali al-Yazna'i, no ofrecen detalles claros sobre la historia de la enseñanza en la mezquita,: 453  aunque al-Yazna'i (que vivió en el siglo XIV) menciona que la enseñanza había tenido lugar allí antes de su época.: 175  Por lo demás, es posible que las primeras menciones de halaqa (círculos) para el aprendizaje y la enseñanza no se produzcan hasta el siglo X o el XII,. El historiador Abdelhadi Tazi indica la primera evidencia clara de enseñanza en al-Qarawiyyin en 1121,.: 112  El historiador marroquí Mohammed Al-Manouni considera que la mezquita adquirió su función de institución docente durante el reinado de los almorávides (1040-1147). El historiador Évariste Lévi-Provençal data el inicio de la enseñanza en el periodo meriní (1244-1465).
En el siglo X, la dinastía idrisí cayó del poder y Fez se disputó entre los califatos omeya fatimí y cordobés y sus aliados. Durante este periodo, la mezquita Qarawiyyin adquirió progresivamente mayor prestigio. En algún momento, la jutba (sermón del viernes) se trasladó de la mezquita Shurafa de Idrís II (actual Zawiya de Moulay Idris II) a la mezquita Qarawiyyin, otorgándole el estatus de mezquita del viernes (la principal de la comunidad). Este traslado se produjo en el año 919 o en el 933, fechas ambas que corresponden a breves periodos de dominación fatimí sobre la ciudad, y que sugieren que el traslado pudo producirse por iniciativa fatimí.: 12  La mezquita y su institución de enseñanza siguieron gozando del respeto de las élites políticas, y la propia mezquita fue ampliada considerablemente por los almorávides y embellecida en repetidas ocasiones bajo las dinastías posteriores. Se estableció la tradición de que todas las demás mezquitas de Fez basaban el horario de su llamada a la oración (adhan) en el de al-Qarawiyyin.

### Apogeo durante el periodo meriní

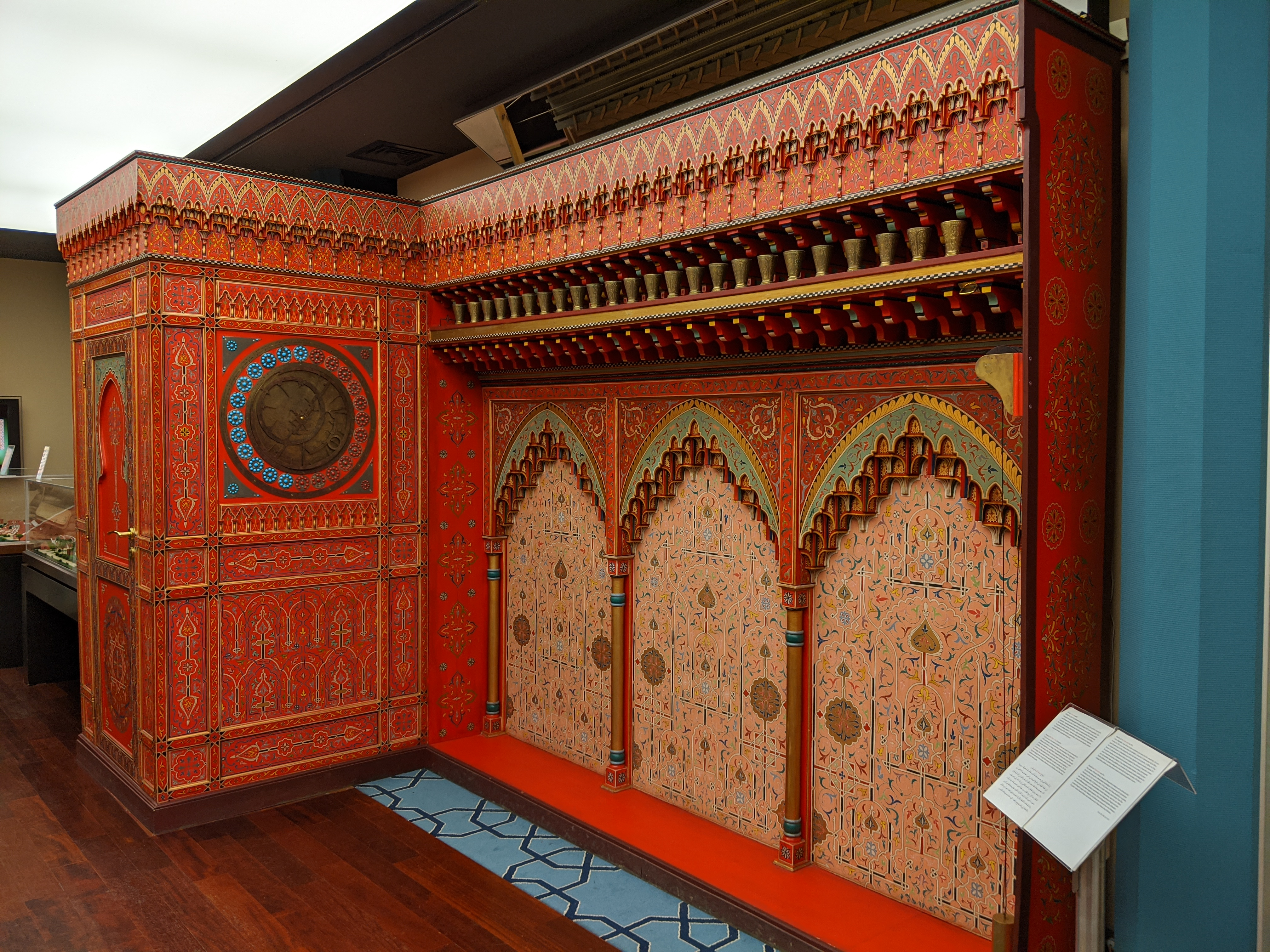
Reconstrucción del reloj de agua del del dar al-muwaqqit de la mezquita Qarawiyyin (expuesto en el Museo de Historia de la Ciencia y la Tecnología en el Islam de Estambul)

Muchos estudiosos consideran que el punto culminante de al-Qarawiyyin como centro intelectual y erudito se produjo en los siglos XIII y XIV, cuando el plan de estudios era más amplio y su prestigio había alcanzado nuevas cotas tras siglos de expansión y mecenazgo de las élites.: 141  Entre las asignaturas que se impartían en esta época o poco después estaban las tradicionales de carácter religioso, como el Corán y el fiqh (jurisprudencia islámica), y otras ciencias como la gramática, la retórica, la lógica, la medicina, las matemáticas, la astronomía y la geografía.: 455  En cambio, algunas materias como la alquimia/química nunca se enseñaron oficialmente por considerarse demasiado poco ortodoxas.: 455 

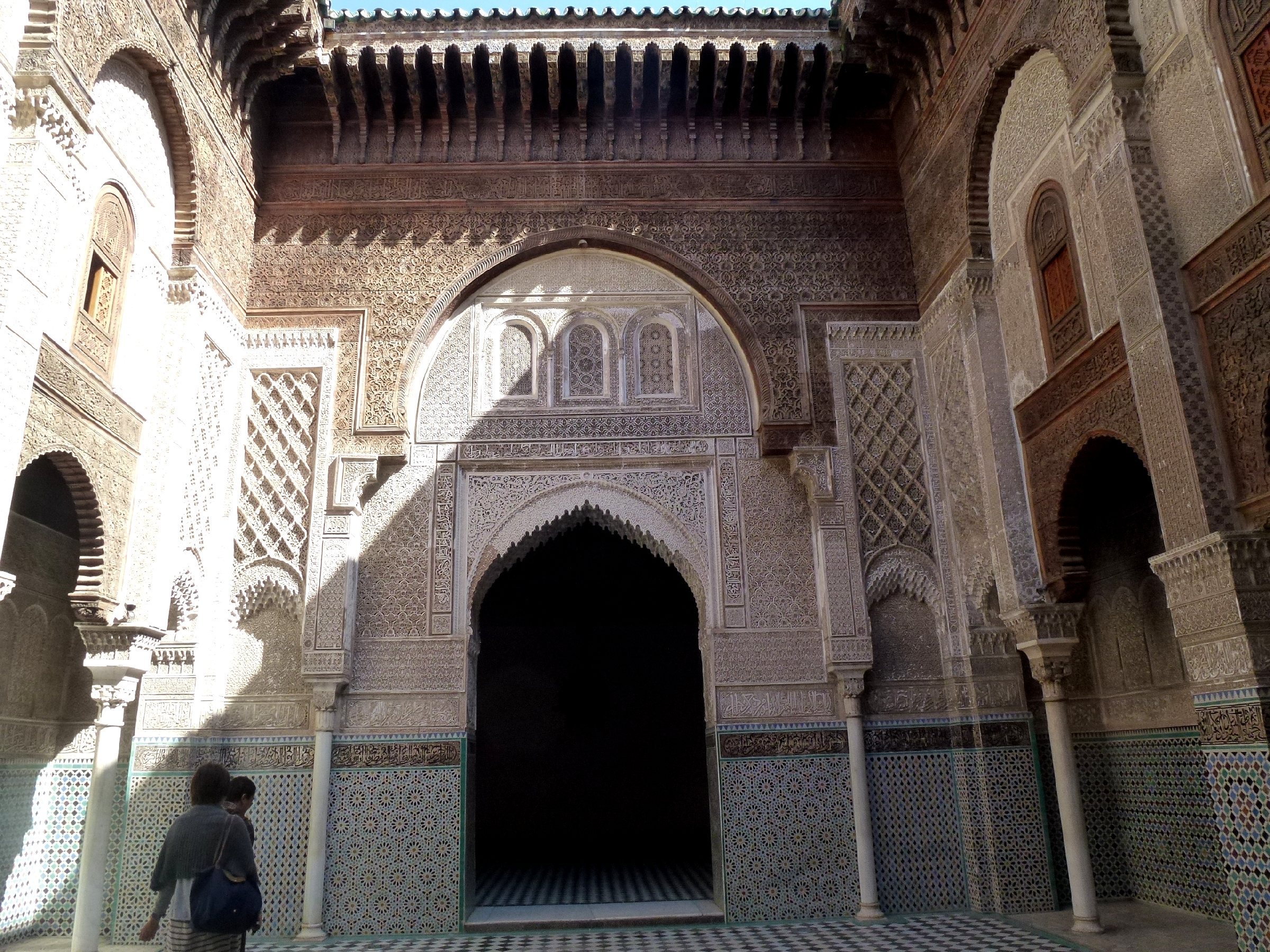
La madrasa Al-Attarine (fundada en 1323), justo al norte de la mezquita Qarawiyyin

A partir de finales del siglo XIII, y sobre todo en el siglo XIV, la dinastía meriní se encargó de construir una serie de madrasas formales en los alrededores del edificio principal de al-Qarawiyyin. La primera de ellas fue la madrasa Saffarin en 1271, seguida de al-Attarine en 1323, y la madrasa Mesbahiya en 1346. Una madrasa más grande, pero mucho más tardía, la madrasa Cherratine, también se construyó en las cercanías en 1670.. Estas madrasas impartían sus propios cursos y a veces se convirtieron en instituciones conocidas, pero normalmente tenían planes de estudio o especializaciones más limitadas.: 141  Una de sus funciones más importantes parece haber sido la de proporcionar alojamiento a los estudiantes de otros pueblos y ciudades –muchos de ellos pobres– que necesitaban un lugar donde alojarse mientras estudiaban en al-Qarawiyyin.: 137 : 110 : 463  De esta manera, estos edificios actuaban como instituciones complementarias o auxiliares de al-Qarawiyyin, que seguía siendo el centro de la vida intelectual de la ciudad.
Al-Qarawiyyin también recopiló una gran selección de manuscritos que se conservaban en una biblioteca fundada por el sultán meriní Abu Inán Faris en 1349. La colección albergaba numerosas obras del Magreb, al-Ándalus y Oriente Medio. Parte de la colección fue reunida décadas antes por el sultán Abu Yúsuf Ya'qub (que gobernó entre 1258 y 1286), quien convenció a Sancho IV de Castilla para que le entregara una serie de obras procedentes de las bibliotecas de Sevilla, Córdoba, Almería, Granada y Málaga en al-Ándalus/España. Abu Yúsuf las albergó inicialmente en la cercana madrasa de Saffarin (que había construido recientemente), pero más tarde las trasladó a al-Qarawiyyin. Entre los manuscritos más preciados que alberga actualmente la biblioteca se encuentran volúmenes del Al-Muwatta de Malik escritos en pergamino de gacela, una copia del Sirat de Ibn Ishaq, un manuscrito del Corán del siglo IX (también escrito en pergamino de gacela),: 148  una copia del Corán regalada por el sultán Áhmad al-Mansur en 1602, una copia de Al-Bayan wa-al-Tahsil wa-al-Tawjih (un comentario sobre el fiqh malikí) de Ibn Rushd que data de 1320,: 143  y el ejemplar original del libro de Ibn Jaldún Al-'Ibar (que incluye la Muqaddimah) regalado por el autor en 1396. Recientemente se ha redescubierto en la biblioteca un certificado de iyazá, escrito en pergamino de ciervo, que según algunos estudiosos es el antecedente más antiguo de un título de doctor en medicina, expedido a un hombre llamado Abdellah Ben Saleh Al Koutami en 1207 d. C. bajo la autoridad de otros tres médicos y en presencia del qadi (juez) principal de la ciudad y otros dos testigos. La biblioteca estaba dirigida por un qayim o conservador, que supervisaba el mantenimiento de la colección.: 143  En 1613, un conservador estimó la colección de la biblioteca en 32 000 volúmenes.

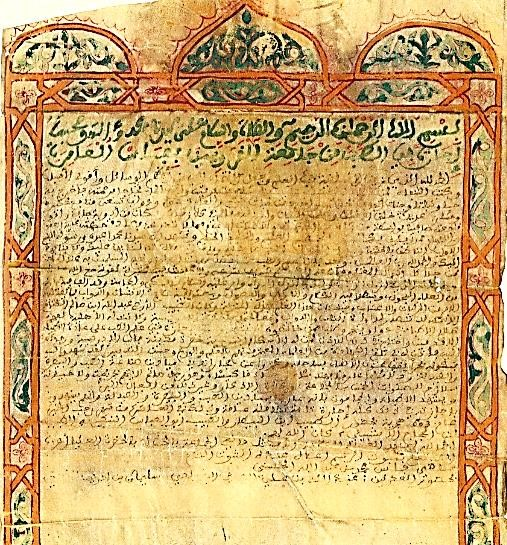
Un documento de la biblioteca de Qarawiyyin que, según algunos estudiosos, es el título de médico más antiguo que se conserva en el mundo, expedido en 1207.

Los estudiantes eran varones, pero tradicionalmente se ha dicho que "a veces se daban facilidades para que las mujeres interesadas escucharan el discurso mientras se acomodaban en una galería especial (riwaq) con vistas al círculo de eruditos". Se dice que el cartógrafo del siglo XII Mohámmed al-Idrisi, cuyos mapas ayudaron a la exploración europea durante el Renacimiento, vivió en Fez durante algún tiempo, lo que sugiere que pudo haber trabajado o estudiado en al-Qarawiyyin. La institución ha producido numerosos eruditos que han influido mucho en la historia intelectual y académica del mundo musulmán. Entre ellos se encuentran Ibn Rushayd al-Sabti (m. 1321), Mohámmed Ibn al-Hayy al-Abdari al-Fasi (m. 1336), Abu Imrán al-Fasi (m. 1015) —principal teórico de la escuela malikí de jurisprudencia islámica— y Leo Africanus. Otros eruditos pioneros, como Muhámmad al-Idrissi (m. 1166 d. C.), Ibn al-Arabi (1165-1240 d. C.), Ibn Jaldún (1332-1395 d. C.), Ibn al-Jatib (m. 1374), Nur ad-Din al-Bitruji (Alpetragio) (m. 1294) y Ali ibn Hirzihim (m. 1163) estuvieron relacionados con al-Qarawiyyin como alumnos o profesores. Algunos eruditos cristianos visitaron al-Qarawiyyin, como Nicolas Cleynaerts (m. 1542): 252  y Jacobus Golius (m. 1667). El orientalista del siglo XIX Jousé Ponteleimon Krestovitich también afirmó que Gerbert d'Aurillac (más tarde Papa Silvestre II) estudió en al-Qarawiyyin en el siglo X.: 138  Aunque esta afirmación sobre Gerbert es repetida a veces por autores modernos, la erudición moderna no ha aportado pruebas que apoyen esta historia.

### Decadencia y reformas
Al-Qarawiyyin sufrió un declive generalizado en los últimos siglos junto con Fez. La fuerza de su enseñanza se estancó y su plan de estudios disminuyó en rango y alcance, centrándose en las ciencias islámicas tradicionales y los estudios lingüísticos árabes. Incluso algunas especialidades islámicas tradicionales, como el tafsir (exégesis coránica), fueron progresivamente descuidadas o abandonadas. En 1788-89, el sultán alauí Muhámmad ibn Abdallah introdujo reformas que regulaban el programa de la institución, pero también impuso límites más estrictos y excluyó la lógica, la filosofía y los textos sufíes más radicales del plan de estudios. Con el tiempo, también desaparecieron otras asignaturas, como la astronomía y la medicina. En 1845, el sultán Abd al-Rahman llevó a cabo nuevas reformas, pero no está claro que tuvieran efectos significativos a largo plazo. Entre 1830 y 1906, el número de profesores disminuyó de 425 a 266 (de los cuales, entre estos últimos, sólo 101 seguían impartiendo clases).: 71 
En el siglo XIX, la biblioteca de la mezquita también sufrió el declive y el abandono. Una parte importante de su colección se perdió con el tiempo, muy probablemente debido a una supervisión poco rigurosa y a que los libros que no se devolvían.: 472  A principios del siglo XX, la colección se había reducido a unos 1600 manuscritos y 400 libros impresos, aunque se conservaron muchos objetos históricos valiosos.

### SigloXXy transformación en universidad pública

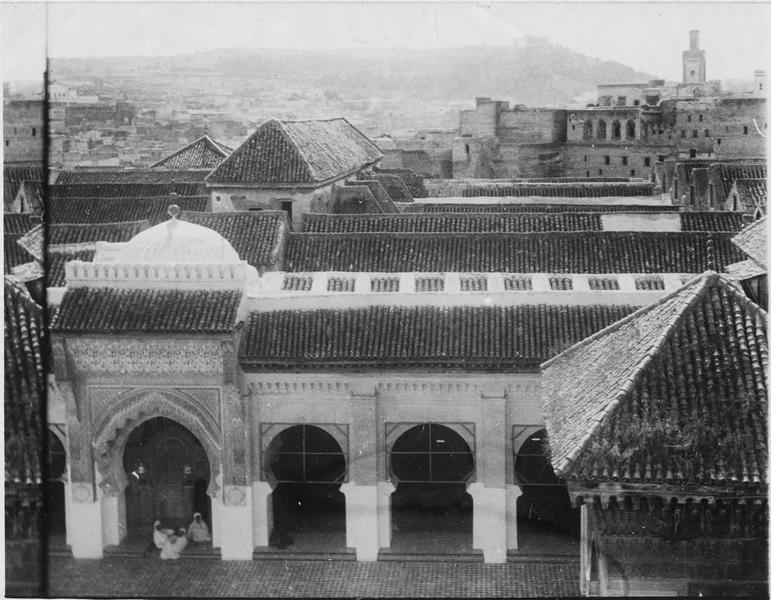
Vista de la mezquita Qarawiyyin en 1916

En el momento en que Marruecos se convirtió en protectorado francés en 1912, al-Qarawiyyin empeoró como centro religioso de aprendizaje con respecto a su época medieval, aunque conservó cierta importancia como lugar de enseñanza para la administración del sultán. El alumnado estaba rígidamente dividido por estratos sociales: la etnia (árabe o bereber), el estatus social, la riqueza personal y la procedencia geográfica (rural o urbana) determinaban la pertenencia al grupo de los estudiantes, que estaban segregados por el centro de enseñanza, así como en sus dependencias personales. La administración francesa llevó a cabo una serie de reformas estructurales entre 1914 y 1947, como la institución de calendarios, el nombramiento de profesores, los salarios, los horarios, la administración general y la sustitución de la ijazah por la shahada alamiyha, pero no modernizó los contenidos de la enseñanza, que seguían dominados por la cosmovisión tradicional de los ulemas. Al mismo tiempo, el número de estudiantes de al-Qarawiyyin se redujo a 300 en 1922, ya que la élite marroquí enviaba a sus hijos a los colegios e institutos de estilo occidental recién fundados en otros lugares del país. En 1931 y 1933, por orden de Muhammad V, la enseñanza de al-Qarawiyyin se reorganizó en educación primaria, secundaria y superior.
Al-Qarawiyyin también desempeñó un papel en el movimiento nacionalista marroquí y en las protestas contra el régimen colonial francés. Muchos nacionalistas marroquíes habían recibido su educación aquí y algunas de sus redes políticas informales se establecieron debido a la formación educativa compartida.: 140, 146  En julio de 1930, al-Qarawiyyin participó intensamente en la propagación del Ya Latif, una oración comunitaria que se recita en tiempos de calamidad, para concienciar y oponerse al Dahir bereber decretado por las autoridades francesas dos meses antes.: 143–144  En 1937, la mezquita fue uno de los puntos de encuentro (junto con la cercana mezquita de R'cif) de las manifestaciones en respuesta a la violenta represión de los manifestantes marroquíes en Meknès, que terminó con el despliegue de tropas francesas en Fez el-Bali y en las mezquitas.: 387–389 : 168 

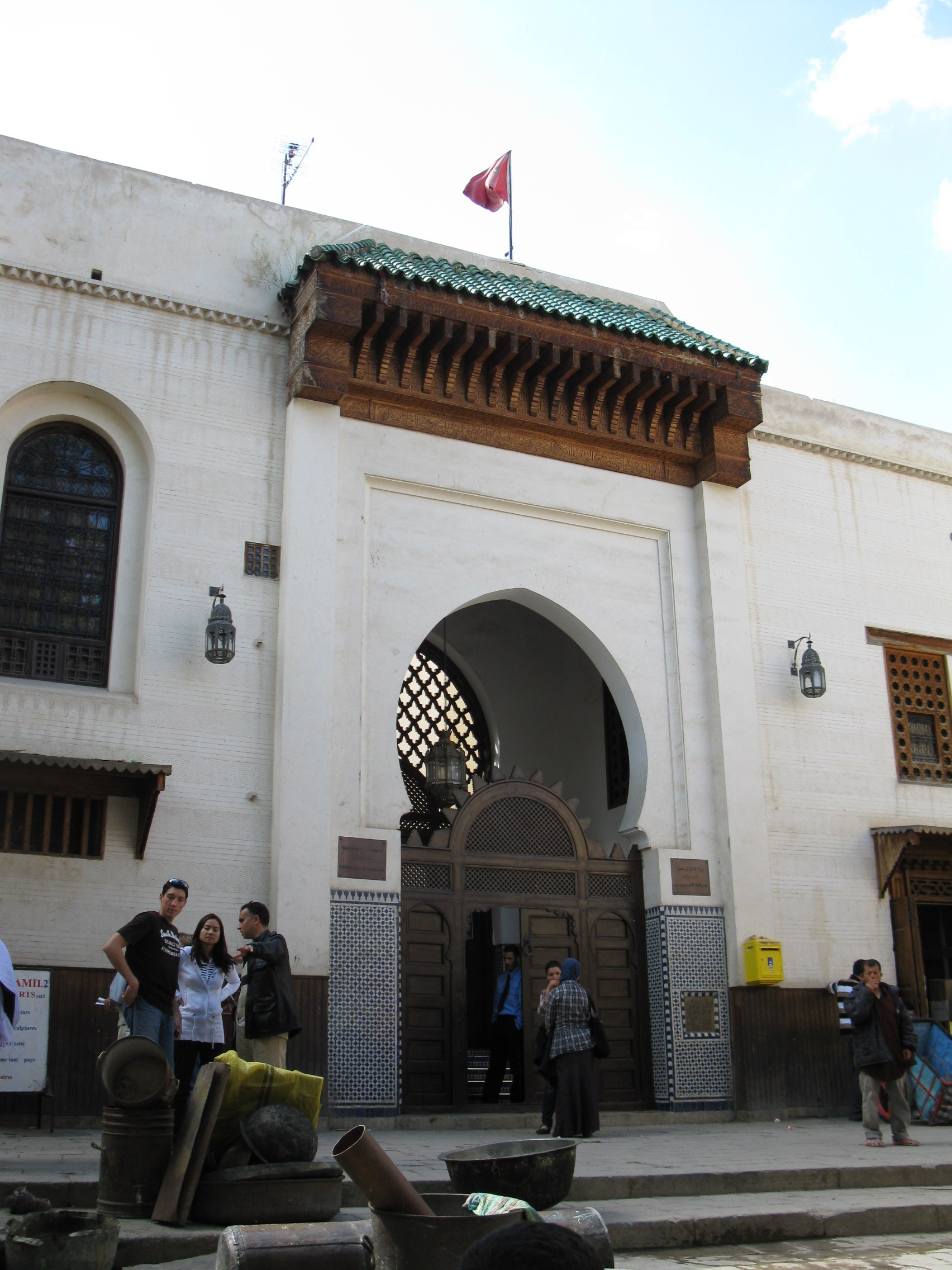
Entrada principal de la biblioteca y otros anexos del sur de la mezquita en la actualidad, junto a la plaza Seffarine

En 1947 al-Qarawiyyin se integró en el sistema educativo estatal, y las mujeres fueron admitidas por primera vez a estudiar allí durante los años 40. En 1963, tras la independencia de Marruecos, al-Qarawiyyin se transformó oficialmente, por decreto real, en una universidad bajo la supervisión del ministerio de Educación. Las clases en la antigua mezquita cesaron y se estableció un nuevo campus en un antiguo cuartel del ejército francés. Mientras el decano tenía su sede en Fez, se fundaron cuatro facultades dentro y fuera de la ciudad: una facultad de derecho islámico en Fez, una facultad de estudios árabes en Marrakech y dos facultades de teología en Tetuán y cerca de Agadir. Se introdujeron planes de estudio y libros de texto modernos y se mejoró la formación profesional de los profesores. Tras las reformas, al-Qarawiyyin pasó a llamarse oficialmente "Universidad de Al Quaraouiyine" en 1965.
En 1975, los estudios generales fueron transferidos a la recién fundada Universidad Sidi Mohamed Ben Abdellah; al-Qarawiyyin mantuvo los cursos de estudios islámicos y teológicos. En 1973, Abdelhadi Tazi publicó una historia del establecimiento en tres volúmenes titulada جامع القرويين (La mezquita de al-Qarawiyyin).
En 1988, tras un paréntesis de casi tres décadas, la enseñanza de la educación islámica tradicional en al-Qarawiyyin fue reanudada por el rey Hassan II en lo que se ha interpretado como una medida para reforzar el apoyo conservador a la monarquía.